# Dodderi, Gubbi
Dodderi là một làng thuộc tehsil Gubbi, huyện Tumkur, bang Karnataka, Ấn Độ.